# 反對逃犯條例修訂草案運動過程 (2021年5月)
| 2019年          | 尚未開始 | 尚未開始 | 3月至6月 | 3月至6月 | 3月至6月 | 3月至6月 | 7月 | 8月 | 9月    | 10月   | 11月   | 12月 |
| 2020年          | 1月      | 2月至4月 | 2月至4月 | 2月至4月 | 5月      | 6月      | 7月 | 8月 | 9月    | 10月   | 11月   | 12月 |
| 2021年          | 1月      | 2月      | 3月      | 4月      | 5月      | 6月      | 7月 | 8月 | 9-11月 | 9-11月 | 9-11月 | 12月 |
| 2022年1月或以後 |          |          |          |          |          |          |     |     |        |        |        |      |

反對《逃犯條例》修訂草案運動在2021年5月持續。其中，職工盟原定舉辦的五一遊行被香港警察禁止舉辦，是為連續第二年被禁之勞動節遊行。到傍晚6時，在葵芳的街站被大批警員截查，約15分鐘後收隊。

## 1日

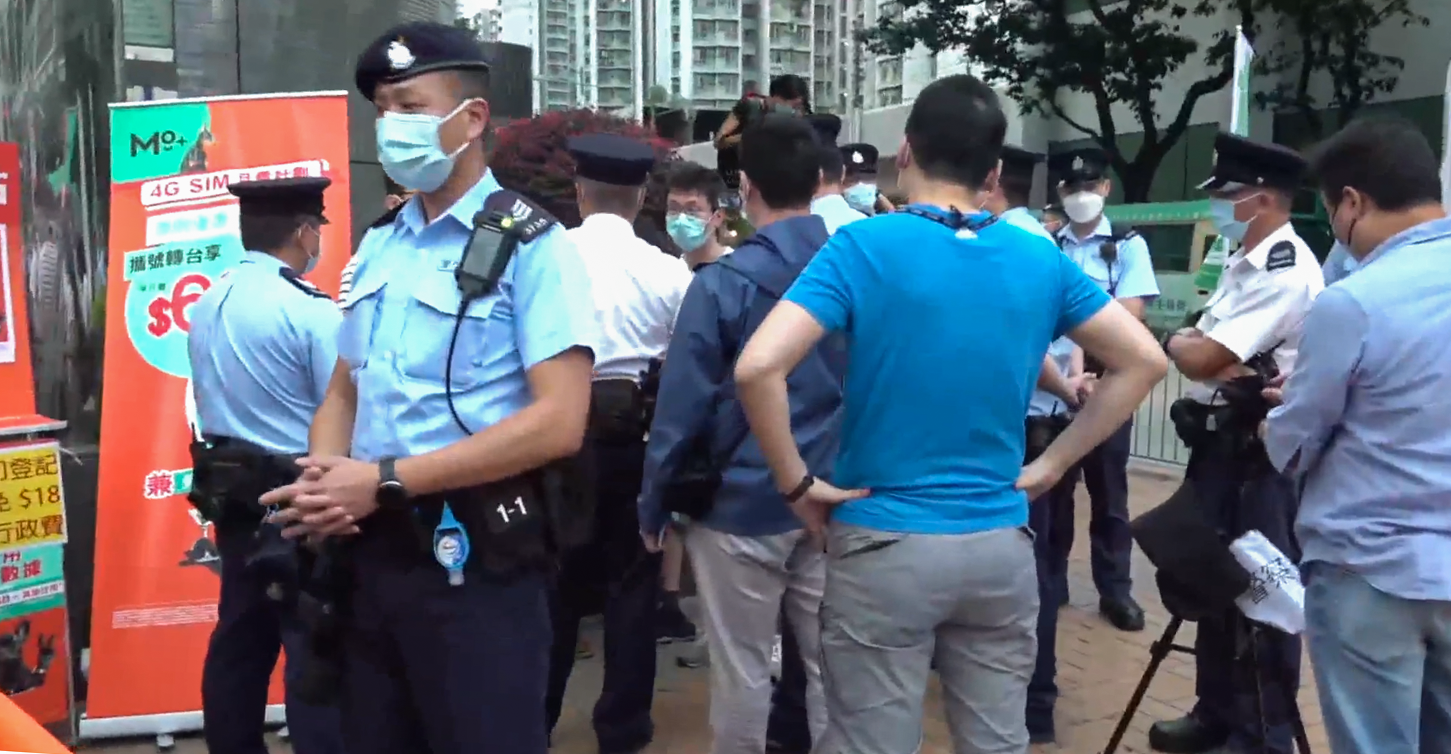
5月1日，職工盟聯合醫管局員工陣線在葵芳設立街站，到傍晚大批警員截查

職工盟被禁辦「揸宗旨 抗暴政」遊行後，擬於當日聯同其他工會和勞工組織，於全港擺街站發聲，繼續爭取勞工權益、建立有別於中共中央所定義的「專業標準」以為香港人守住道德生活空間。到傍晚，位於葵芳的街站被大批警員截查，約15分鐘後收隊。

## 3日

### 12港人案中3人另涉新案提堂
已於3月在內地服刑完畢返港12港人中的張俊富、張銘裕及嚴文謙，3人牽涉一宗串謀襲警案於東區裁判法院提堂，控罪指3人於2019年12月8日，在香港與其他人串謀非法及惡意傷害香港警務人員，意圖使該香港警務人員身體受嚴重傷害。而張俊富另被控於2019年12月3日至8日，連同黃振強，在荃灣致利工業大廈一單位內管有2盒煙花；及於2019年12月8日，在同一單位內管有4罐含有諾香草胺的噴劑，即胡椒噴劑。張俊富另牽涉的原被控的管有攻擊性武器及其他適合作非法用途的工具控罪被撤回，但另被加控一項管有爆炸品及一項無牌管有槍械罪。控方今天申請將3人合共4.8萬港元的保釋金充公，獲得裁判官批准。案件押後至6月7日作交付程序，屆時會將案轉介至高等法院審訊。3人並無申請保䆁，繼續由懲教署看管。

### 8.31半周年暴動案
1名19歲學生於2020年2月29日，在旺角西洋菜南街近豉油街及奶路臣街一帶參與暴動。被控暴動罪。被告原本尚有一項襲警罪，但獲准擱置於法庭存檔，不予繼續檢控。被告在區域法院認罪，還押至5月24日判刑，期間待索閱其背景報告。

## 4日

### 7.7九龍區反修例遊行 3人禁錮拍照女子囚10至15月
2019年7月7日九龍區反修例遊行後，一名女子被質疑是便衣警拍攝示威者，在旺角遭多人包圍。其中2男1女，包括一名女教師和男社工，早前被裁定非法禁錮、非法集結等罪成。區域法院法官練錦鴻分別判處三人10至15個月監禁，每人亦要向30歲女事主X賠償1萬元。批評三人「挾善行惡」的態度和行為，「其實與他們口中的惡法和暴政一樣」。

## 5日

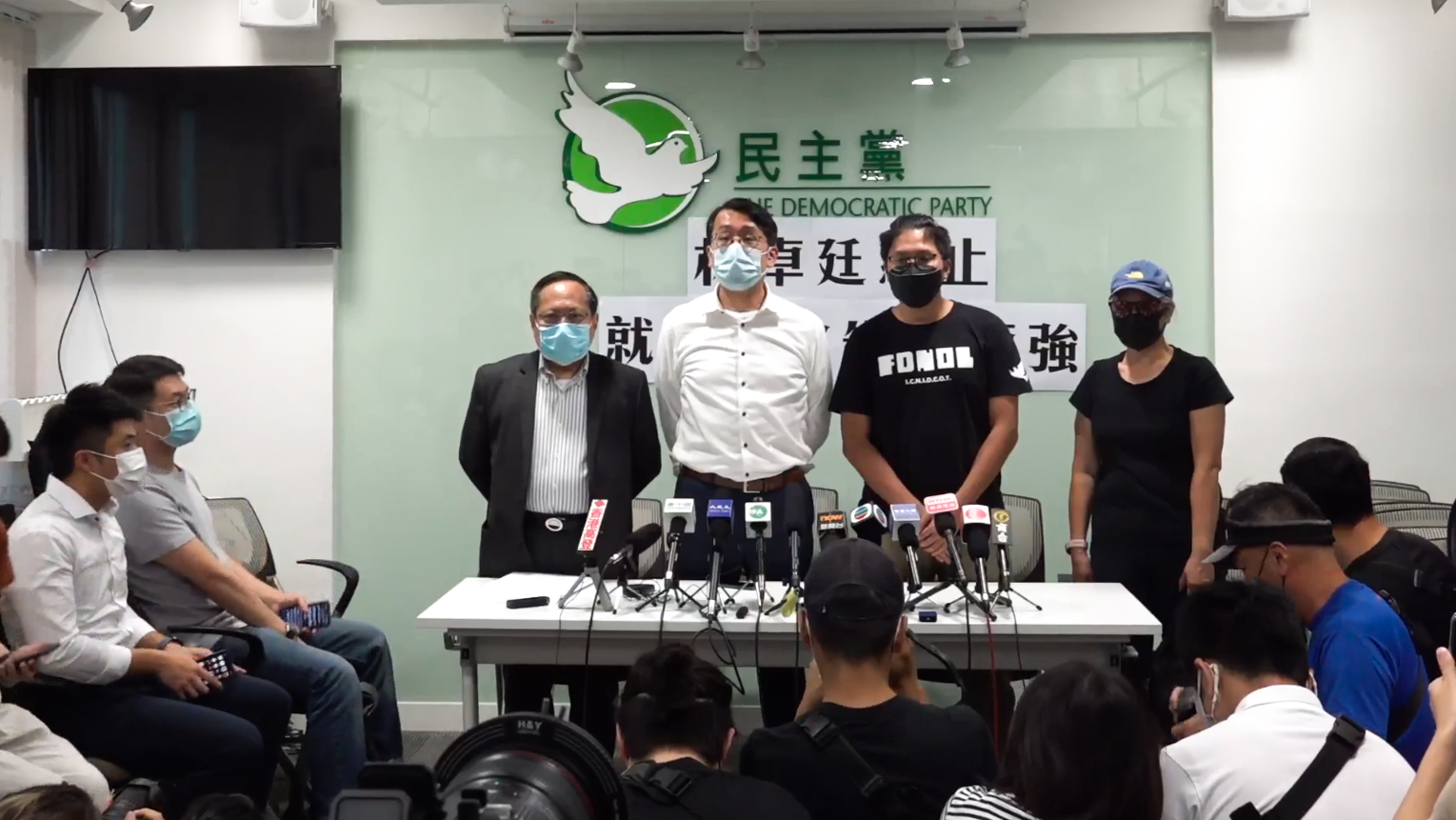
民主黨召開記者會，中委莊榮輝表示決定終止就「元朗721事件」民事控告警務處處長鄧炳強

### 林卓廷終止721民事控告鄧炳強
民主黨中委莊榮輝召開記者會，他引述因正在還柙的林卓廷，指徵詢法律意見和其他8名原告人的意願後，加上考慮到最近香港政治和法治環境，同時希望為「612人道支援基金」協助更多有需要的港人，決定終止就「元朗721事件」民事控告警務處處長鄧炳強。而民主黨前主席何俊仁指案件要排期至少1年後處理，敗訴亦須賠償大筆訟費，亦表示林卓廷已經心力交瘁。

### 荃灣暴動案 4人最高囚4年8月 法官形容當日如小型戰爭
2019年10月1日荃灣暴動案，3男1女在本年4月15日於區域法院被裁定暴動罪及縱火罪罪名成立。法官練錦鴻聆聽辯方求情後，引用近期上訴庭案例的「伙同犯罪原則」，指出其中3人因環境證供而入罪，並沒有實質證據證明他們有參與暴動。法官形容當時上述情况是一場「小型戰爭」，稱警察和示威者實際「軍力」不成正比，表示「若是真正戰爭，誰勝誰敗根本沒有懸念」。更形容當時警方執法時“忍讓克制”，未有盡用武器。最終判21歲被告及27歲被告囚4年3個月，24歲社工助理囚4年5個月。40歲清潔工則因另涉縱火罪被判囚4年6個月，當中2個月與暴動罪刑罰分期，其總刑罰為4年8個月。判刑完畢後，被告家屬痛哭。另一被告早前因沒有依時到庭，已被法庭頒下拘捕令通緝。

### 懲教署以保障安全為由 拒批胡志偉外出奔喪
由2021年1月還押至今的民主黨前主席胡志偉，其父親早前逝世。當他申請外出奔喪，懲教署以保障安全為由而拒絕有關申請，反提出透過電子器材供胡「瞻仰遺容」。胡志偉團隊成員透露胡志偉及家人認為相關做法難以接受，對先父不敬，因而拒絕安排，稱未能見父親最後一面痛徹心扉。記者發現懲教署批准還押者奔喪有多宗先例，包括殺害並肢解援交少女王嘉梅的兇手丁啟泰。民主黨前主席何俊仁批評懲教署做法惡毒。在中國，諾貝爾和平獎得主劉曉波因煽動顛覆國家政權罪入獄期間，亦曾獲准離開監獄回家奔喪。

### 司法案件
1名50歲廚師於2019年11月12日在荃灣沙咀道239號外陳列或留下路障，對公眾地方的車輛造成阻礙；以及在同日同地管有3個能發出雷射光束的裝置；被控在公眾地方造成阻礙及管有攻擊性武器兩罪。被告否認控罪，經審訊後被裁定罪成，5日在西九龍裁判法院接受判刑。裁判官黃士翔指出，被告在堵路現場叫囂，影響交通，而且他管有多支雷射筆，可供自己和他人使用，使案情更為嚴重，最終判處被告即時監禁8個月。

## 6日

### 組織「光城者」成員被指違國安法被捕
組織「光城者」早上在其facebook專頁稱，有成員疑因違反《港區國安法》被上門拘捕。消息指最少有7人被捕，是與4名成員潛入將軍澳保良局羅氏基金中學爆竊有關，兩人為該校的學生。其後警方調查期間，發現部分被捕者是「光城者」的成員、寓所內搜獲涉及港獨字眼的標語。案件交由國安處跟進，之後再拘捕三人。七名被捕人士涉嫌爆竊和違反國安法的「煽動及分裂國家」罪。

### Chickeeduck荃灣店被警圍封1小時 未解釋搜查原因

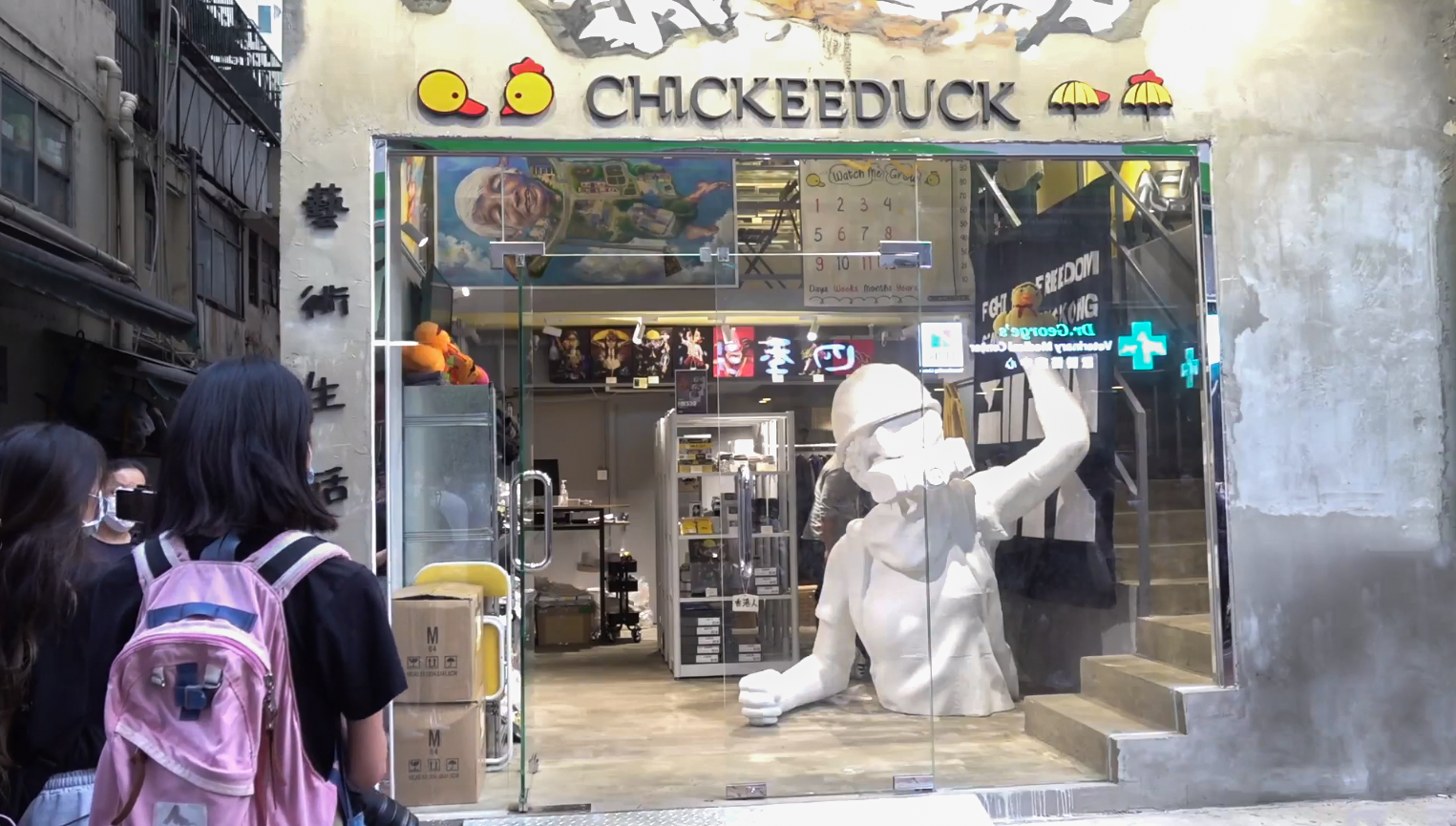
位於荃灣享成街的Chickeeduck「藝術生活百貨」被警員搜查

下午5時許，約40至50名警員到位於荃灣享成街的Chickeeduck「藝術生活百貨」店外拉起橙帶，並圍封商店，搜查1小時後離開。店主周小龍表示，警方國安處進行搜查達一小時，但沒有解釋原因，只說若再發現有違反《國安法》的產品會保留權利起訴。他斥責是白色恐怖，法治已死，明言會繼續營業。消息稱是有人向警方投訴該店涉嫌違反《港區國安法》。

### 2020年六四集會非法集結案部份被告判刑
2020年六四集會被控非法集結案，該案其中4名被告黃之鋒、岑敖暉、袁嘉蔚及梁凱晴，早前均承認一項明知而參與未經批准集結罪，案件早上在區域法院判刑。法官陳廣池判黃之鋒入獄10個月、岑敖暉入獄6個月、袁嘉蔚及梁凱晴均判入獄4個月。

### 司法案件
- 4名男女於2019年9月2日一同串謀損壞港鐵油塘站的設施；另涉管有一把錘和3支雷射筆；被控適合作非法用途的工具並意圖作非法用途使用罪及管有攻擊性武器罪。4人否認控罪，經審訊後今於觀塘裁判法院判決罪名成立。但一項串謀損壞財產罪就罪名不成立。裁判官莫子聰根據閉路電視片段，指有警員用不必要武力對待被告，不排除4人是在警方威嚇下解鎖手機及進行非自願的錄影會面，故不批准控方將部分證供呈堂。判刑押後至5月27日宣佈，期間4名被告須還押。[14]

- 1名27歲運輸工人於2019年12月8日民陣發起的「國際人權日遊行」中，在灣仔被警方查獲管有指節套、螺絲批、單指鐵蓮花及行山刀等武器。被控管有適合作非法用途的工具並有所意圖、管有攻擊性武器並有所意圖及管有違禁武器等3罪，他否認控罪，早前經審訊後在東區裁判法院判處罪名成立，被判監禁9個月。[15]

- 1名19歲職業訓練局學生於2020年7月22日，在青荃橋的橋躉塗鴉，用噴漆噴上「721、831」及「Free HK」等字句，被控刑事毀壞罪。被告上月於西九龍裁判法院認罪；裁判官劉淑嫻判刑指，涉案塗鴉標語鼓吹破壞社會安寧，故須將感化官建議的感化令由為期12個月提高至24個月，此外另須賠償逾4000港元清潔費用。[16]

## 7日

### 理大學生會派發理大圍城明信片 被校方紀律聆訊
理大學生會facebook專頁透露，指學生會外務副會長及兩名外務秘書疑因早前對外舉辦派發紀念「理大圍城」的明信片活動，被校方認為影響校譽，3人下月須接受紀律聆訊。

### 康文署覆檢9書違國安法
繼去年7月，康文署要求公共圖書館將9本政治書下架「覆檢」後，署方再次以《港區國安法》立法為由，將有關書籍服務暫停。包括港大學生會學苑編著的《香港民族論》、前立法會議員何俊仁的《我向霸權宣戰》、前立法會議員陳淑莊的《陳淑莊敏感地帶》、旅美華裔作家兼政治評論家余杰的《卑賤的中國人》和《納粹中國》，時事評論員林匡正的《香港公民抗爭運動史－挫敗的三十年剖析》、《香港公民抗爭運動史2 中港對決》和《激進：香港進步民主運動史》，以及流亡德國的華裔作家廖亦武的《這個帝國必須分裂》。而公眾圖書館網頁搜尋上述的書籍，顯示為「沒有符合的檢索結果」。

### 7．28上環衝突案 辯方指法官「偏頗」要求換人
2019年7月28日上環衝突案審訊踏入第52天，代表12名被告的辯方大律師聯合提出要求更換法官，他們認為主審法官區院法官陳仲衡審訊時有3大理由，包括過早拒絕和否定辯方抗辯理由，對部分辯方大狀嚴厲批評，指控違反專業操守和「拖案件」，以及進行交流時挖苦嘲諷辯方。法官陳仲衡將案件押後至下周一處理，並就更換法官申請作出裁決。

### 50歲前教授舉「五一」手勢和叫口號  判囚3個月
一名擁有博士學位、曾任大學教授的50歲男子，被控2020年5月24日在銅鑼灣軒尼詩道的反《國歌法》示威中叫喊口號，他在沒有聘請律師代表下，承認「公眾地方作出擾亂秩序的行為」罪。東區裁判法院法官羅德泉認為被告在現場高叫政治口號，具有嚴重和危險的後果，斥被告「睇唔到有咩理由唔坐監」。最後判被告即時監禁3個月。

### 美國國務卿布林肯發文要求港府立即釋放六四集會参与者 律政司發聲明斥要求荒謬
美國國務卿安東尼·布林肯發文表示，要求香港特区政府立即釋放被囚的六四集會参与者黃之鋒、岑敖暉、袁嘉蔚及梁凱晴，他稱應該釋放所有和平行使自由權利的人士，又指美國會與香港人同行。其后香港律政司发表聲明驳斥，指絕不同意一些個別人士提出的荒謬言論。聲明指，香港的法律一直尊重和保障《基本法》下的權利和自由，但這些權利和自由並非絕對，是可受到限制，包括基於公共秩序及保障他人的權利和自由。

## 8日

### 胡志偉外出奔喪 近百名警員戒備

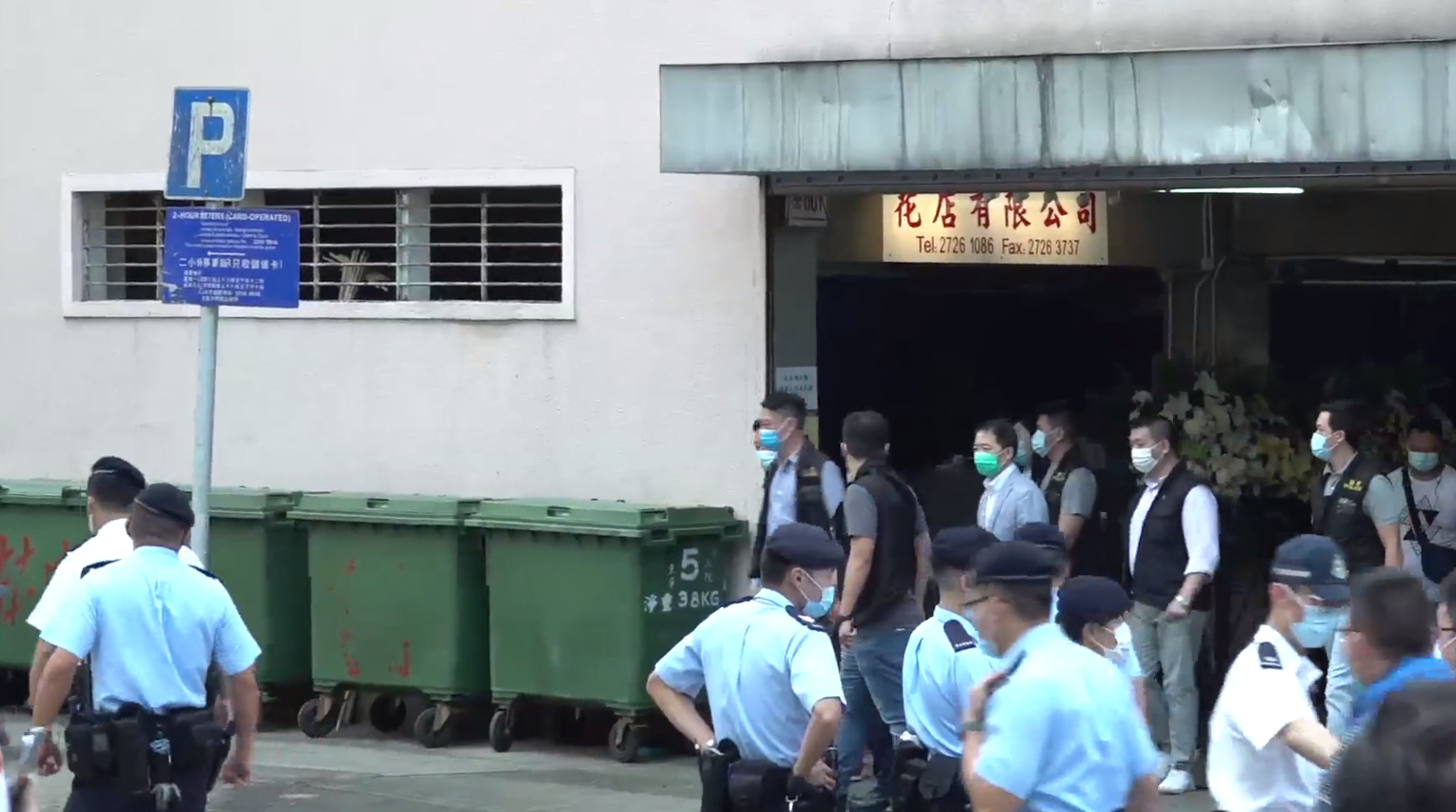
5月8日，正還押的民主黨前主席胡志偉獲短暫保釋，到鑽石山殯儀館為父親奔喪。他在大批警員陪同下離開。

正還押的民主黨前主席胡志偉，早前申請外出奔喪遭懲教署拒絕，前日獲高等法院暫准保釋奔喪，他早上乘坐警車到鑽石山殯儀館出席喪禮，逗留40分鐘後由警員陪同下離開。近百名警員在殯儀館外戒備。

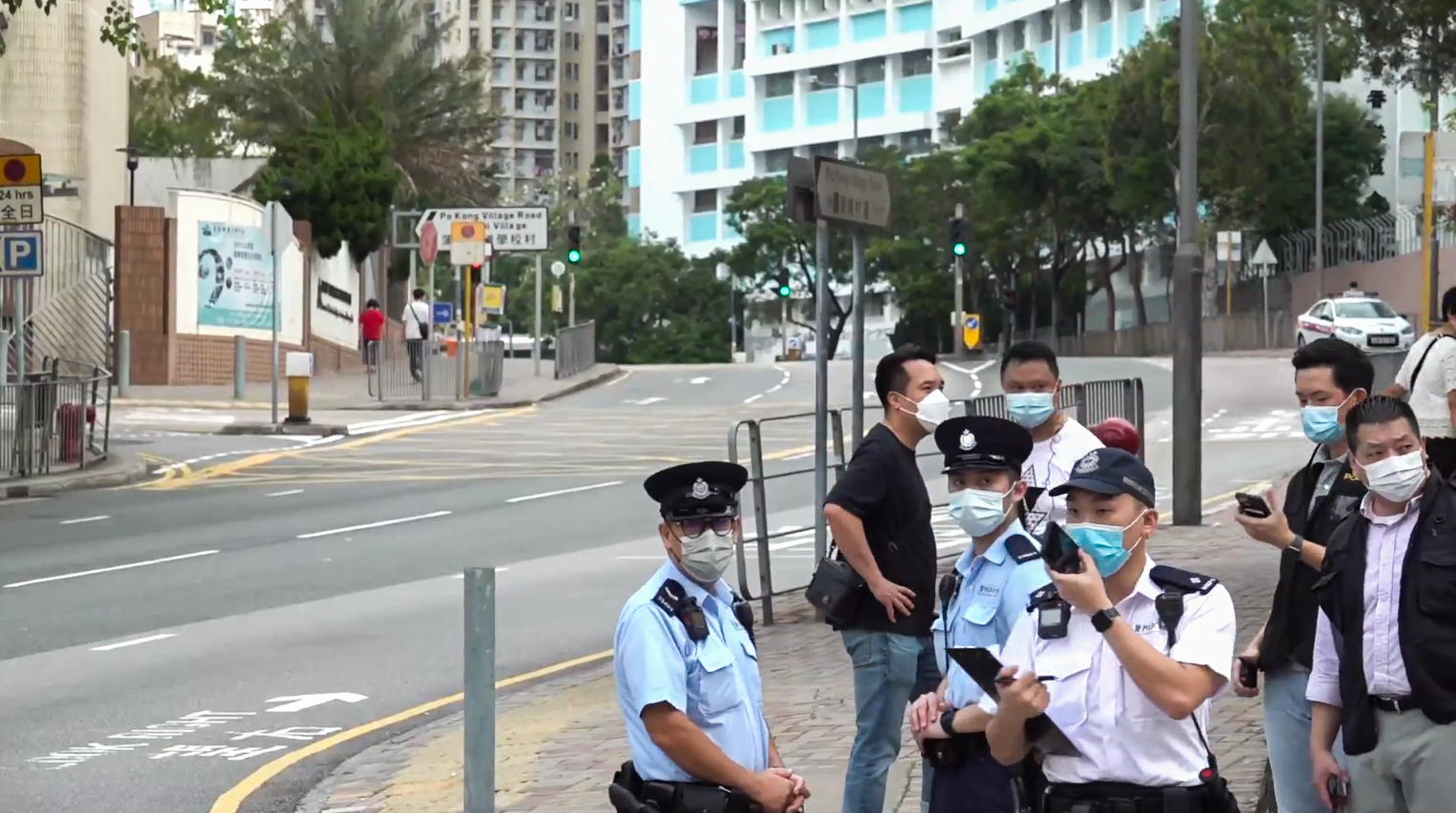
警員在鑽石山殯儀館外戒備
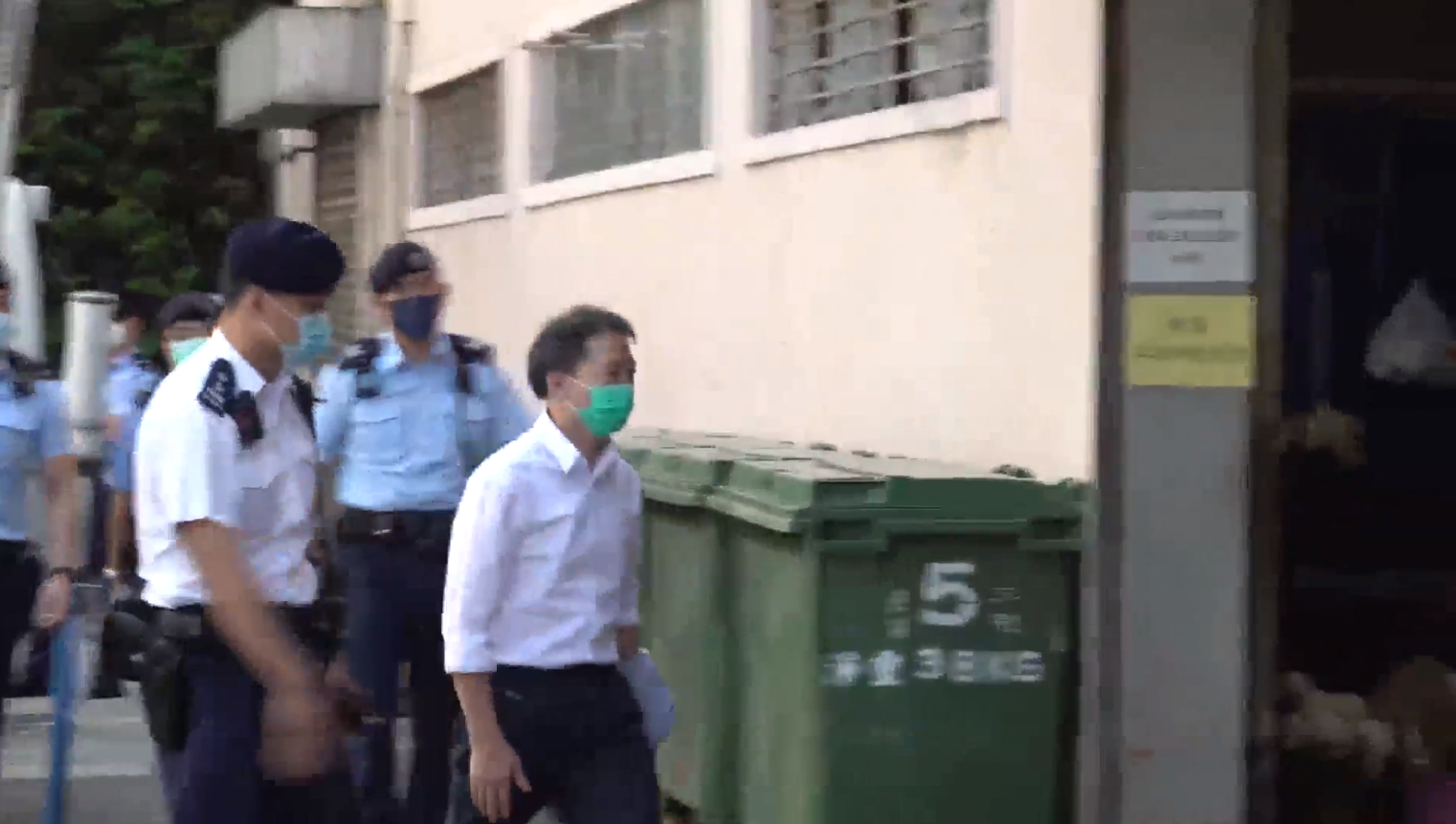
胡志偉到鑽石山殯儀館
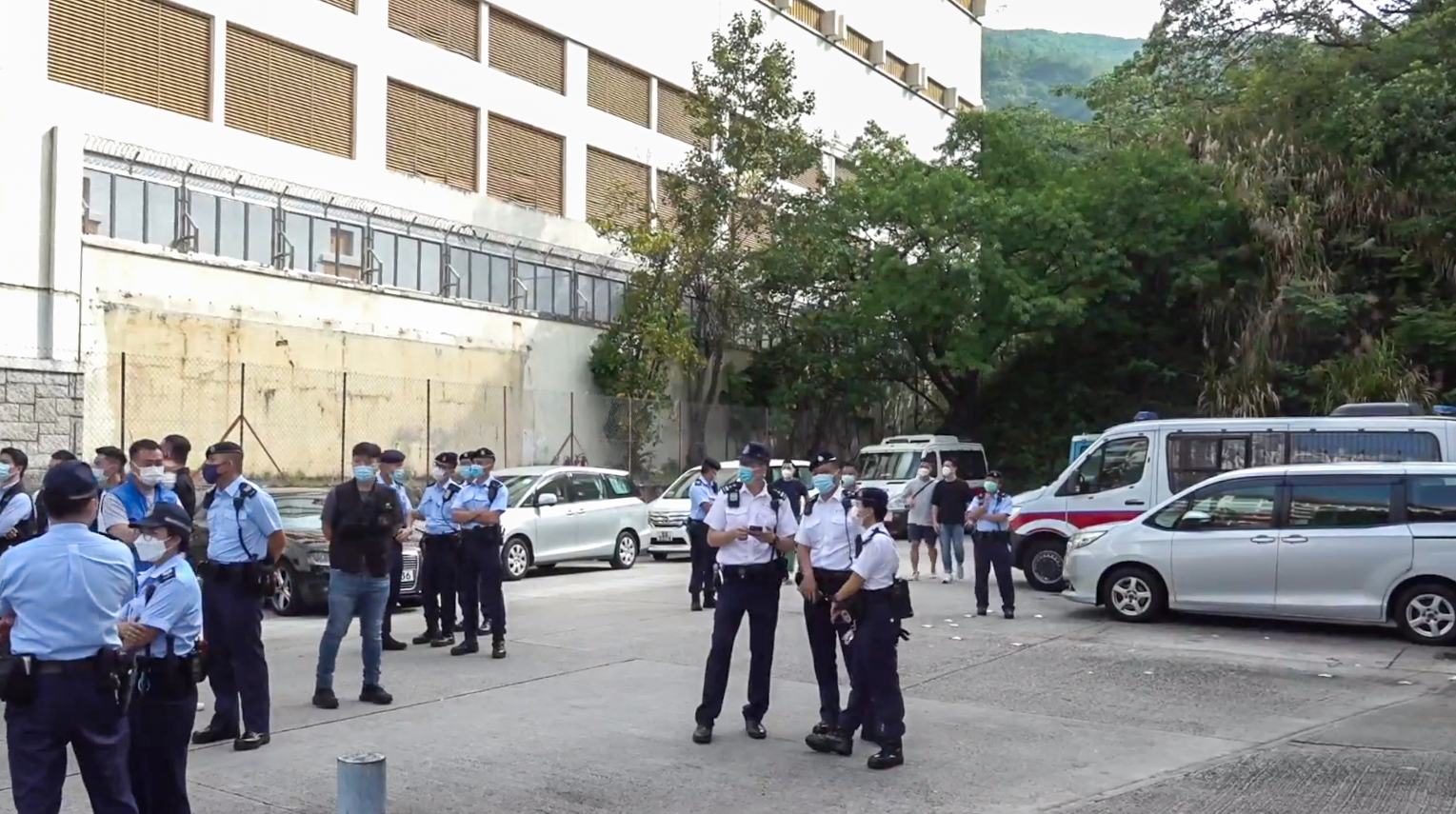
大批警員和警車在鑽石山殯儀館外

## 10日

### 灣仔藏有汽油彈案 22歲男學生被判入獄3年2個月
2019年11月，5男1女在灣仔一個單位內藏有逾100枚製成及半製成的汽油彈，被控一項串謀縱火罪，以及一項作為交替控罪的管有物品意圖損壞他人財產罪。其中22歲男學生認罪，區域法院法官葉佐文判刑指涉及汽油彈的判刑很重，以身試法要付很大代價。最後判被告入獄38個月。

### 2019年10月14日旺角警署縱火案
1名21歲地盤工人被指於2019年10月14日旺角警署側門投擲汽油彈後當場被捕，被控一項有意圖而企圖縱火罪。被告承認控罪；區域法院法官郭啟安判刑時指，香港警察是重要的法治機關，被告的行為乃挑戰法治，任何人參與襲擊警察及警署均屬非常嚴重罪行，實屬加刑因素。最後判被告入獄40個月。

### 的士司機管有汽油彈罪成
1名32歲的士司機於2019年10月於大埔被警方查獲管有40枚汽油彈及點火器等。被控一項串謀縱火及一項屬交替的管有物品意圖損壞財產罪。被告否認控罪，案件於區域法院審訊後，法官裁定罪成，下令將他還押至17日判刑。

### 國安處舉報熱線成立半年已收逾10萬條訊息
香港警方表示，警隊國安處在2020年11月推出「國安處舉報熱線」，過去半年已經收到超過10萬條舉報訊息，并感謝曾經透過熱線提供資料的巿民。不过，监察警权的非政府组织「民权观察」忧虑，机制容许匿名举报，门坎甚低，警方公布数字，是一种宣传手段，会令社会形成互相监察之风，造成人心惶惶，港人更不自由。

### 天下制裁集會藏螺絲批扳手 被判監禁9個月
1名24歲兼職補習導師和1名24歲前機電工程署技工，於2020年1月19日在香港中環域多利皇后街及皇后大道中交界的遮打花園示威集會上，管有螺絲批、士巴拿、錘仔、鉗、電筒等工具。2人各被控「管有適合作非法用途的工具並意圖用作非法用途使用」罪。他們均否認控罪，於東區裁判法院受審後，於上月底被裁定罪名成立。10日裁判官劉綺雲在宣判時表示，為保障公眾安全及秩序，法庭須判阻嚇刑罰。由於2人管有的工具破壞力相若，故一同以10個月為量刑起點，考慮2人有遲來的悔意，酌情扣減1個月，判2人即時入獄9個月。

### 2019年10月13日港鐵牛頭角站外反《禁蒙面法》示威判刑
1名18歲職業訓練局女學生，於2019年10月13日港鐵牛頭角站外參與反《禁蒙面法》示威。她承認的案情指，當天下午約有200名示威者在港鐵牛頭角站外的牛頭角道設置路障，警方到場處理時，示威者向九龍灣方向逃走。其後被告於玉蓮臺1樓停車場被警方截停，她當時身穿黑衣及用布蒙面，警員又在她身上搜出1支縲絲批、防毒面罩及頭盔等物品。被控非法集結罪。被告上月底認罪，10日在觀塘裁判法院判刑，裁判官鍾明新指出，此案的示威集結具規模，現場有人叫囂及揮舞鐵棒，而且被告有準備手套面罩等，意圖在犯案後掩藏身份。即使考慮被告是初犯及主動認罪，仍認為刑罰須具阻嚇及懲罰，最終判被告進更生中心。

### 2019年9月旺角太子集結事件
4名男女於於2019年9月24日至9月25日期間，在旺角彌敦道與太子道西交界參與非法集結。其中3名被告已成年。另被控於同日在彌敦道與水渠道一帶，分別管有發出雷射光束裝置及萬用刀；被控共兩項非法集結罪及3項在公眾地方管有攻擊性武器罪。
其中1名女被告早前承認非法集結罪，但否認管有攻擊性武器罪。他在審訊中自辯稱自己從事電影製片工作，涉案的雷射筆及萬用刀是工作所需。裁判官裁決時表示，接納他的辯解，裁定他管有攻擊性武器罪罪名不成立，至於非法集結罪罪成，判監3個月。
1名男被告因沒有合理辯解攜有雷射筆，裁定在公眾地方管有攻擊性武器罪成，判囚5個月。
1名14歲女被告被裁定非法集結罪成，裁判官下令她還押至5月28日判刑，期間索取更生中心和其他報告。
最後1名男被告早前已承認兩項非法集結及一項在公眾地方管有攻擊性武器罪，裁判官把案押後至5月12日判刑，期間被告需要還押。

## 11日

### 梁凌杰死因聆訊展開
死因庭就反修例示威者梁凌杰於2019年6月15日在金鐘太古廣場墮斃的死因研訊展開，庭上透露梁凌杰的父母和胞妹在2019年8月底在警署錄口供兩日後已經離開香港，未知目的地。死者家屬沒有到庭。而梁凌杰的記事簿，寫有「我對呢個香港已心灰意冷，呢幾個月不斷沈思都找不出答案和將來，今日我是個人意願，唯獨是政府促成」。另一頁寫有「全面撤回送中」、「釋放學生 傷者」、「我們不是暴動」和「林鄭落台」。

### 巴裔青年毀交通燈判入更生中心
1名19歲巴裔青年，於2019年9月5日，在旺角警署正門外企圖用火損壞政府的一道鐵閘，以及在太子道西和彌敦道交界企圖損毀一組交通燈。被控企圖縱火和企圖刑事損壞2項控罪。上月於區域法院認罪，法官李俊文判刑時指企圖縱火罪嚴重，但考慮到本案案情特殊，被告的情況有值得同情之處，認為適合判他入更生中心。法官更籲被告珍惜此次機會，日後要循規蹈矩地生活。最終判被告入更生中心。

### 被通緝青年藏公屋落網 區議員助理亦被捕
1名當時16歲男生於2019年9月22日，在旺角警署對開進行破壞、縱火等行為，被控「縱火」和「暴動」罪，他於2020年4月27日缺席聆訊，法官頒下通緝令。警方經追查後，昨日在秀茂坪一公屋單位拘捕該名在逃男生，同時拘捕為其提供住所的一名女子。
西九龍總區刑事總部警司鍾雅倫表示，警方經一年追查，鎖定涉案男生去向，昨晚(10日)在秀茂坪安達邨一公屋單位，以涉嫌干犯「沒有按照法庭的指定歸押的罪行」，拘捕該名在逃男子，他當時單獨在內。警方在單位內檢獲其個人物品，包括手提電腦、電子錢包預付卡及一部運作正常的衞星電話，警方相信有人定期為電子錢包增值，而曾男已於上址居住3至4個月，潛逃期間曾多次轉換住所。另外在鰂魚涌一個私人住宅單位內，以涉嫌干犯「協助罪犯」罪拘捕一名62歲女子，她報稱為家庭主婦，為該公屋單位登記戶主，涉嫌提供住所予男子，以及一切生活所需，她現正被扣留調查。另外，由於警方懷疑被捕女子涉嫌違反公屋條例，將會通知房署有關事件。據悉，被捕女子為東區一名區議員的助理。

### 政府擬修例 將「起底」刑事化
政制及內地事務局向香港立法會提交檔案，計劃提交有關打擊「人肉搜索」行為的修訂條例草案，並建議在現行《私隱條例》下引入針對「人肉搜索」行為的罪行，一經定罪，最高可罰款100萬元及監禁5年。條例更指明「其家人蒙受心理傷害」也屬犯法。民權觀察成員王浩賢擔心定義太闊，門檻太低，令外界質疑政府收窄言論自由。

## 12日

### 香港美國商會調查 42%受訪會員擬離開香港
香港美國商會在今年5月5日至9日進行調查，受訪325名會員。顯示有42%受訪會員考慮或計劃離開香港，當中62%人表示《香港國安法》令人不安，認為法例下的「紅線」是模糊及反覆，憂慮會不知不覺地說了或寫了甚麼東西而被警方拘捕。表明會離港的受訪會員中，近4成人表示會在3至5年內離開。調查亦顯示逾40%人對香港未來競爭力感到悲觀。而沒有打算離港受訪者佔58%，有77%受訪會員認為香港生活質素好，48%受訪者認為香港接近內地市場。

### 盧俊宇被控浪費警力罪 下周四屯門裁判法院提堂
屯門區議員盧俊宇於2020年11月21日在社交網站發出貼文，指在元朗鳳攸北街公園查問警方行動時，被警員制服雙手及以言語恐嚇，其後被帶返警署，並拒絕讓他聯絡律師。警方經調查後指盧發表失實言論，訛稱被警方拘捕及帶返警署，並於去年11月25日以涉嫌「浪費警力」拘捕盧俊宇。警方於徵詢法律意見後，正式起訴盧一項「有意圖而提供虛假資料企圖誤導警務人員」罪，案件將於20日上午在屯門裁判法院提堂。

### 灣仔港鐵站案
1名20歲男學生於2019年9月15日，在駱克道港鐵灣仔站A1出口，被指向灣仔港鐵站的鐵閘噴膨脹劑，無合法辯解而損壞屬於港鐵公司的鐵閘。被控刑事損壞罪，被告否認控罪，經審訊後在在東區法院被裁定罪名成立。裁判官劉綺雲下令將他還押至5月28日判刑，期間索取勞教中心、更生中心及教導所報告。

## 13日

### 林鄭月娥、李家超、鄧炳強收粉末信
行政長官林鄭月娥、保安局局長李家超及警務處處長鄧炳強先後收到白色粉末信。爆炸品處理課人員到場調查後，初步相信粉末沒有危險性，而信內有一張寫有中文字的信紙，但文句不順，不明其意，亦沒有任何訴求或恐嚇成份。警方正調查事件。翌日，鄧炳強接受深圳卫视记者采访，認為事件是挑戰香港治安，而事件證明設有有效機制預防危險品等情況。

### 和你lunch 常客「駿仔」猝死
葵涌邨一名18歲青年在住所內昏迷，送院不治。人稱「Lunch哥」的示威常客李國永表示，自己曾經與「駿仔」一起參加抗爭運動，而他因在2019年12月9日「大三罷」示威非法集結罪成，被判社會服務令。他對「駿仔」猝死的消息感到非常難過。

## 14日

### 大埔連儂隧道學生遭劏肚割頸 內地漢囚6年4個月
一名19歲中六男學生於2019年10月18日在大埔「連儂隧道」派發政治活動傳單期間，被一名持雙程證來港的內地燒臘店員工以利刀割頸劏肚。男生當場腸臟溢出。高等法院法官陳慶偉形容本案是2019年「香港眾多毫無意義暴力事件中其中一案」，指被告有犯案預謀，其行為將年輕人的生命毁掉，指事主不但身體受到嚴重的傷害，更患上創傷後遺症，形容是「一個年青人的一生已被摧毀」。法官考慮到被告認罪及自首，判囚6年4個月。

### 保安局引《港區國安法》 凍結黎智英壹傳媒股份及3公司財產
保安局晚上7時許發佈新聞稿，宣佈局長根據《港區國安法》第43條實施細則，凍結黎智英持有的七成一壹傳媒股份和三間公司於本地銀行帳戶內的財產，涉及資金估算超過5億元。

## 15日

### 7．21誰主真相 奪金堯如新聞自由獎
香港電台《鏗鏘集》「7．21誰主真相」獲第12屆金堯如新聞自由獎的「電台電視組」大獎，是日舉行頒獎禮。雖然香港電台表明不會領獎，但《鏗鏘集》團隊成員蔡玉玲和鄭思思當天有現身領獎。他們表示因自己不是港台正式員工，才能夠到場領獎。蔡玉玲對新聞工作者的報道不能夠公開接受肯定，是「時代的悲哀」。而鄭思思表明如果不來領獎，是對不起過去兩年受訪、提供閉路電視片段的人士、蔡玉玲，以及製作團隊。她同時說目前香港新聞自由處於「黑暗隧道」。

## 17日

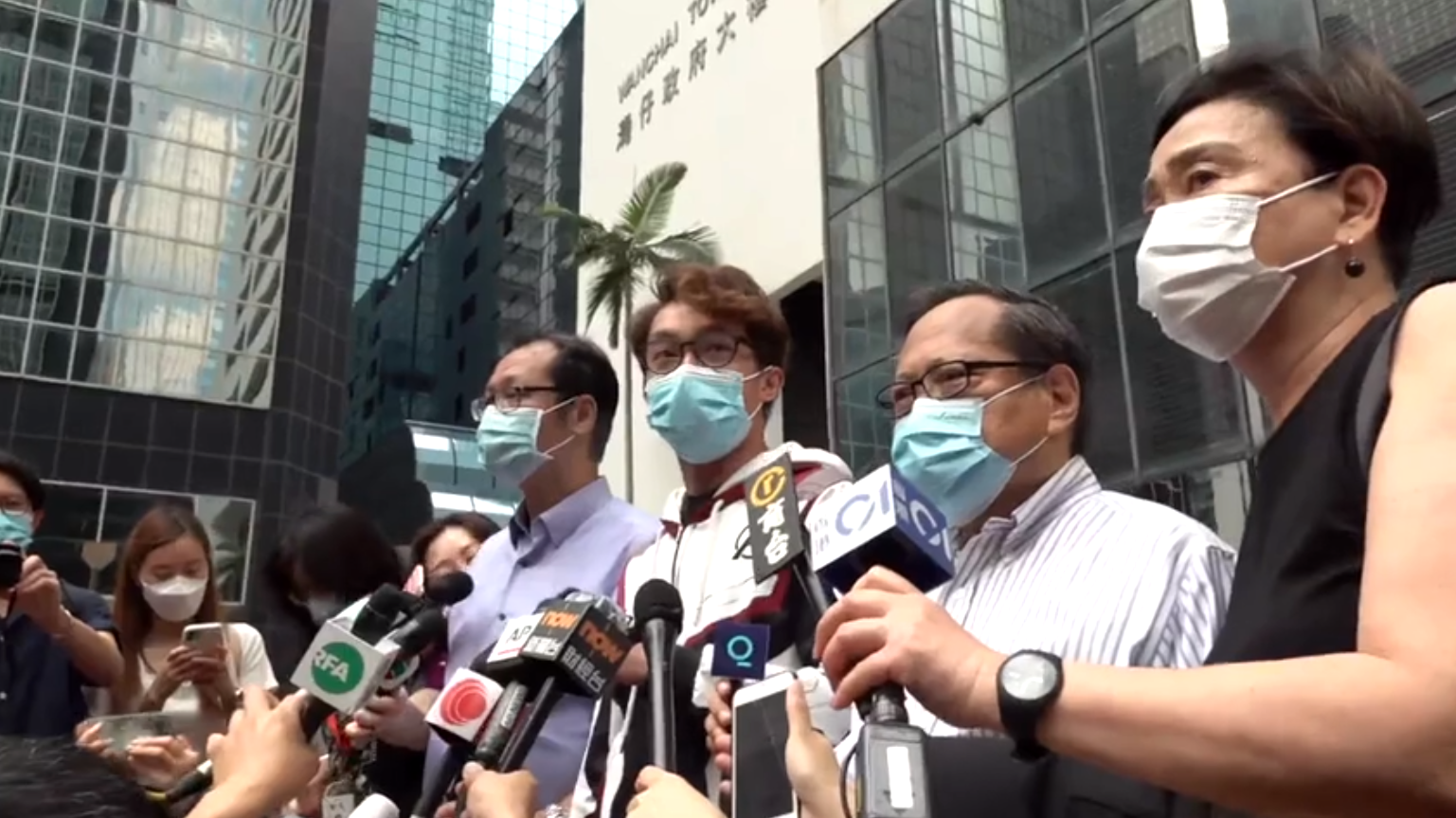
5月17日，10.1 集會案開審，民陣召集人陳皓桓等10名民主派人士在開庭前見記者

### 10.1參與港島遊行案 黎智英等10人認罪
壹傳媒創辦人黎智英、支聯會主席李卓人及秘書蔡耀昌、民陣召集人陳皓桓等10名民主派人士，被控在前年10月1日在港島參與「沒有國慶 只有國殤」遊行，案件在區域法院開審，10人於開審前分別承認組織、參與及煽惑他人參與未經批准集結共3罪。法庭將於5月28日判刑。

### 李家超拒答凍結黎智英財產實際理由
保安局局長李家超見記者時，被問及當局會否取締《蘋果日報》和黎智英持有的壹傳媒股份等財產。他指出行動有法律依據，並依法打擊危害國安罪行，與新聞工作沒直接關係。同時表明會嚴厲打擊任何涉違法行為，特別是危害國家安全。

## 18日

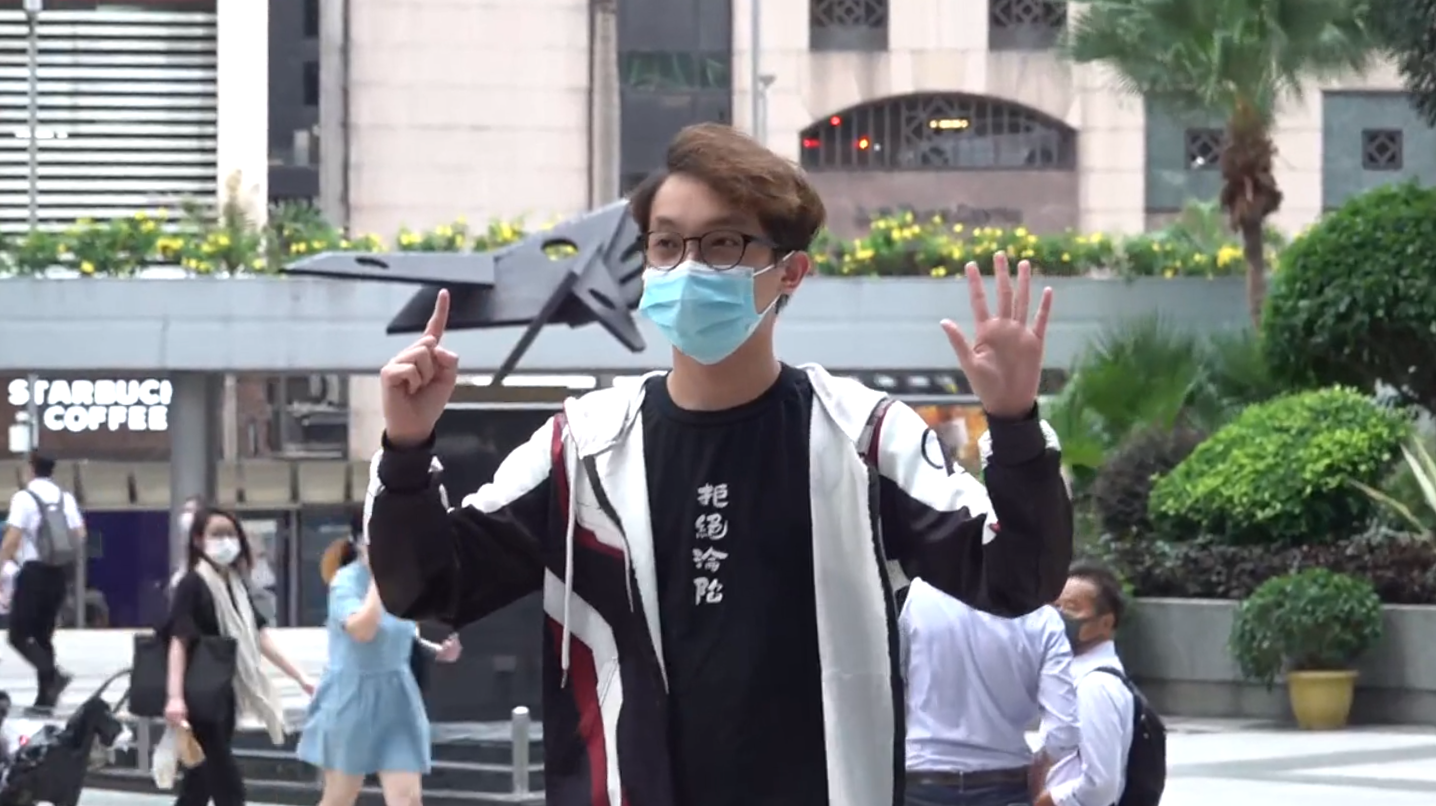
5月18日，陳皓桓身穿「拒絕淪陷」黑色Tee應訊，進庭前舉起五一手勢。

### 10.1參與港島遊行案 民主派被告全還押候判
10名泛民在港島參與「沒有國慶 只有國殤」遊行的案件第二日開審。控方要求撤銷6名被告的保釋，並播放案發影片，法官胡雅文下午考慮控辯雙方陳辭後，認為是合適時間將所有被告還押，至5月28日判刑。在服刑中的李卓人、梁國雄、何秀蘭及黎智英站在犯人欄時，不少旁聽者站起身揮手，高呼「撐到底！」、「好人一生平安！」。其中黎智英做出心形手勢及雙手合十致意。

### 沙田區議員陳運通議辦遭國安處搜查
沙田區議員陳運通透露4名國安處人員早上持搜查令到其議員辦事處拍照和查詢議辦，逗留10多分鐘離去。他在下午2時前抵達田心警署。資料顯示，本土組織「光城者」曾在2021年2月借用陳運通議辦舉行記者會，之後被《文匯報》報道。

### 中環集會男子認暴動襲警罪 囚28月
2019年12月22日中環愛丁堡廣場舉行「聲援維吾爾族人權集會」期間，有人扯下旗杆上的國旗後，大批防暴警察驅散並爆發衝突。3名男子事後被控暴動等罪名，其中22歲男子被控包圍及襲擊警員，他在區域法院承認暴動及襲警兩罪，法官李俊文認為當時暴動的規模及暴力程度較低，被告亦沒有使用武器，只是一時衝動犯案，最終判監28個月。

### 新巴車長不小心駕駛罪成
2020年9月6日，網民發起在九龍區遊行，一名新巴970號線車長駛經彌敦道時被警員指無故響號及快速行駛，事後被控危險駕駛罪。其後控方加控他同日在薄扶林道近何東夫人紀念堂外不小心駕駛一輛雙層巴士。車長否認控罪。今日九龍城法院裁判官嚴舜儀裁定他危險駕駛罪不成立，而薄扶林的不小心駕駛罪名成立。裁判官認為車長同日發生了兩次過失，直斥被告「究竟將自己乘客同其他道路使用者安全擺係邊？」。她表示會考慮停牌處理，案件押後至6月8日判刑。

### 林鄭月娥：凍結黎智英財產 更鞏固香港國際金融中心地位
特首林鄭月娥在出席行政會議前會見傳媒，她被問及保安局凍結黎智英財產。林鄭指出有關行動說明特區政府「非常認真和嚴謹」履行維護國家安全的職責，指涉及的不單是香港社會的安全，亦是14億人民的安全，所以執法機構一定會依法辦事。反指有西方媒體藉此攻擊香港的國際金融中心地位，她形容香港國際金融中心地位不但不會受影響，反而更能被鞏固，因為沒有人可以利用香港的金融體系，進行危害國家安全行為。

## 20日

### 唐英傑涉違國安法案不設陪審團覆核敗訴
高等法院法官李運騰駁回唐英傑就不設陪審團的覆核，指出國安法創立了「新刑審模式」 ，律政司長成為唯一決定人，可決定國安法案件是否採用陪審團，認為有關申請沒有合理可辯性。據了解，唐英傑將提出上訴。

## 22日

### 街頭歌手演唱英文版《願榮光》被拘捕
港菲混血街頭歌手馬賦馳 ( Oliver Ma ) 在晚上於中環街頭唱英文版《願榮光歸香港》時，被三名軍裝警員警告。警方其後將他的咪箱關掉，並以「公眾妨擾罪」拘捕。他表示自己的表演工具遭沒收，之後獲准以500 元保釋，6月中上庭。

## 24日

### 親中港媒稱「爆眼少女」雙眼健全 已入境台灣
根據《東方日報》取得的獨家消息，指稱在2019年8月11日示威活动中的當事人“爆眼少女”「無爆眼」及「雙眼炯炯有神」等，當事人已于2020年9月30日入境台灣，警方也已对她是否涉嫌參與暴動展开调查，一旦有相關證據將發出通緝令。不過據接近該少女的消息的人士向眾新聞確認，少女確實已經離港，不夠右眼視力並無恢復，只靠整容來補救。

### 新城市和你唱 「霸氣哥」違限聚令罪脫
公民黨「霸氣哥」曾建峰被控2020年5月1日在沙田新城市廣場“和你唱”犯了「限聚令」，法官彭亮廷裁定罪名不成立，彭官指出599G「限聚令」規例並無解釋或界定何謂「聚集」，批評控方錯誤理解法律條文。反問商場內打算購物的人都犯了「限聚令」。不過彭官形容被告是「技術性脫罪」，不獲批准申請訟費。

### 太子站831事件半周年 學生認暴動罪囚34個月
1名21歲男子於2020年2月29日，在旺角西洋菜南街近豉油街及奶路臣街一帶參與暴動。被控暴動罪，早前承認控罪，在區域法院被判囚2年10個月。法官判刑指暴動是嚴重罪行，而本案嚴重之處在於警員遭多人包圍，被告身處其中，更3次向其投擲物件又拾起竹枝，更緊緊跟隨警員，若非警員及後跑走，後果將不堪設想。法官考慮到被告初犯、並非主導角色，亦受病情影響其判斷力等，因此將他判囚。

## 25日

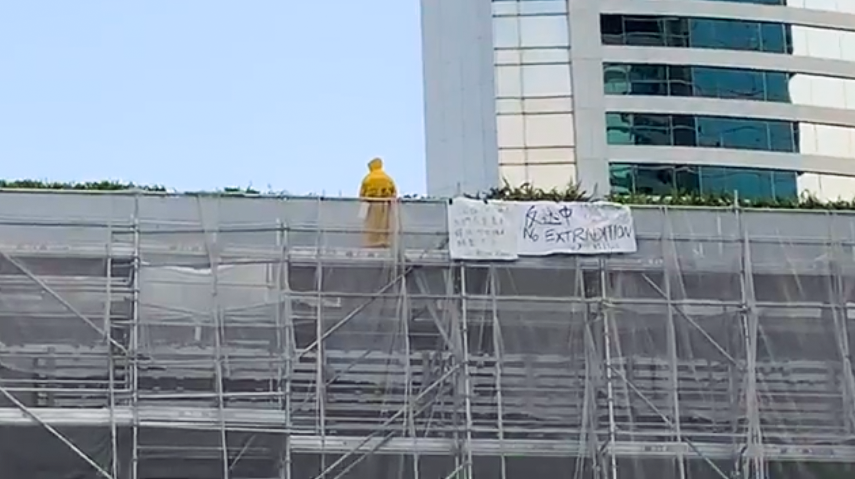
2019年6月15日下午，身穿黃色雨衣的梁凌杰在太古廣場高位危站。陪審團退庭商議5個多小時後，一致裁定梁凌杰死於不幸。

### 陪審團裁定梁凌杰死於不幸
2019年6月15日反修例示威者梁凌杰在金鐘太古廣場外墮斃，死因裁判官早上引導陪審團考慮3個裁決選項，包括「自殺身亡」、「死於不幸」或「死於意外」。陪審團退庭商議5個多小時後，一致裁定梁凌杰死於不幸。

## 26日

### 男生向水炮車投石 律政司就刑期上訴獲許重新覆核刑期
1名18歲男生在2020年1月1日，即2020年元旦大遊行的時間，在灣仔金聯商業中心外，無合法辯解而損壞屬於香港政府的一部人群管理特別用途車，和管有一個載有210毫升環己烷、甲基環己烷及19克蔗糖有機混合物的塑膠瓶、一把美工刀、一個打火機及一個錘。被控刑事損壞及管有物品意圖損壞財產罪。早前承認控罪，2020年8月在東區裁判法院被主任裁判官錢禮判18個月感化令。律政司及後認為判刑過輕，申請覆核刑期，建議改判被告拘禁式刑罰，但被原審主任裁判官錢禮駁回申請。律政司26日再向高等法院上訴庭提覆核，最終獲判勝訴。3名上訴庭法官在裁決時就指出，原審裁判官錢禮判刑出錯，太過側重答辯人的個人背景，判罰卻未能反映其罪行嚴重性等因素，因此裁定律政司覆核得直，認為答辯人應被判處拘禁性刑罰，於是決定先為答辯人索取更生中心、勞教中心及教導所報告，並將其還押至6月10日重新判刑。

## 27日

### 李家超去信滙豐及花旗銀行 警告處理黎智英資產可判監7年
《路透社》報道，保安局長李家超發信予匯豐銀行和花旗銀行，威脅若處理壹傳媒創辦人黎智英的銀行戶口，將面臨最高7年的監禁。報道亦引述一名不具名的財務顧問，事件代表香港負責管理黎智英私人財富的銀行管理層，與全球銀行關係網絡中斷。而黎智英資產遍佈亞洲及北美洲，認為香港政府想令《蘋果日報》窒息（Choke Apple）。他認為政府沒有企圖沒收黎智英的離岸資產，但已經下令有關資產更難轉移至香港。李家超在立法會見記者指，他去信凍結黎持有的財產，是與黎智英被起訴勾結外國勢力和危害國家安全的罪行有關，指有關資產屬相關罪行的財產，與任何正常營商的行為扯不上關係。匯豐拒絕評論事件，花旗銀行指需遵守當地所有法例。

### 科大女生前年萬聖節參與非法集結罪成　判囚10星期
2019年10月31日萬聖節，有市民發起「哈囉喂九官面具夜」。一名19歲科大女生戴口罩遊行至中環蘭桂坊，被控參與非法集結及違反《禁蒙面法》，她被裁定參與非法集結罪成。東區裁判法院裁判官王證諭指被告呈上的13封求情信，包括被告親友、中學校長及老師，認為是十分難得。而被告亦曾經幫助一名患有嚴重抑鬱的朋友，並獲其家人致謝。而辯方大律師求情時指出報告雖建議被告入更生中心，不過拘禁期達6至8個月，加上被告品學兼優，毋須品格訓練，認為法庭判處即時的短期監禁，可以讓她如期升讀大學三年級。最後法官認為更生中心對被告幫助不大，考慮被告的年齡及學業下，判處即時監禁10個星期。

### 區議員林兆彬 表示不再為8.31收花
在過往的8.31太子站事件，油尖旺民主派區議員負責替市民收花和獻花。不過林兆彬接受《蘋果日報》訪問時表示，在政局不斷變化下，特別是區議員宣誓的條例草案生效，加上每次獻花活動有國安署人員到太子站監視。決定由今個月起將不再接受收花，但承諾當日晚上繼續作被捕支援服務。他形容政權認為獻花收花亦代表散播仇恨。

## 28日

### 10.1「沒有國慶 只有國殤」遊行案宣判

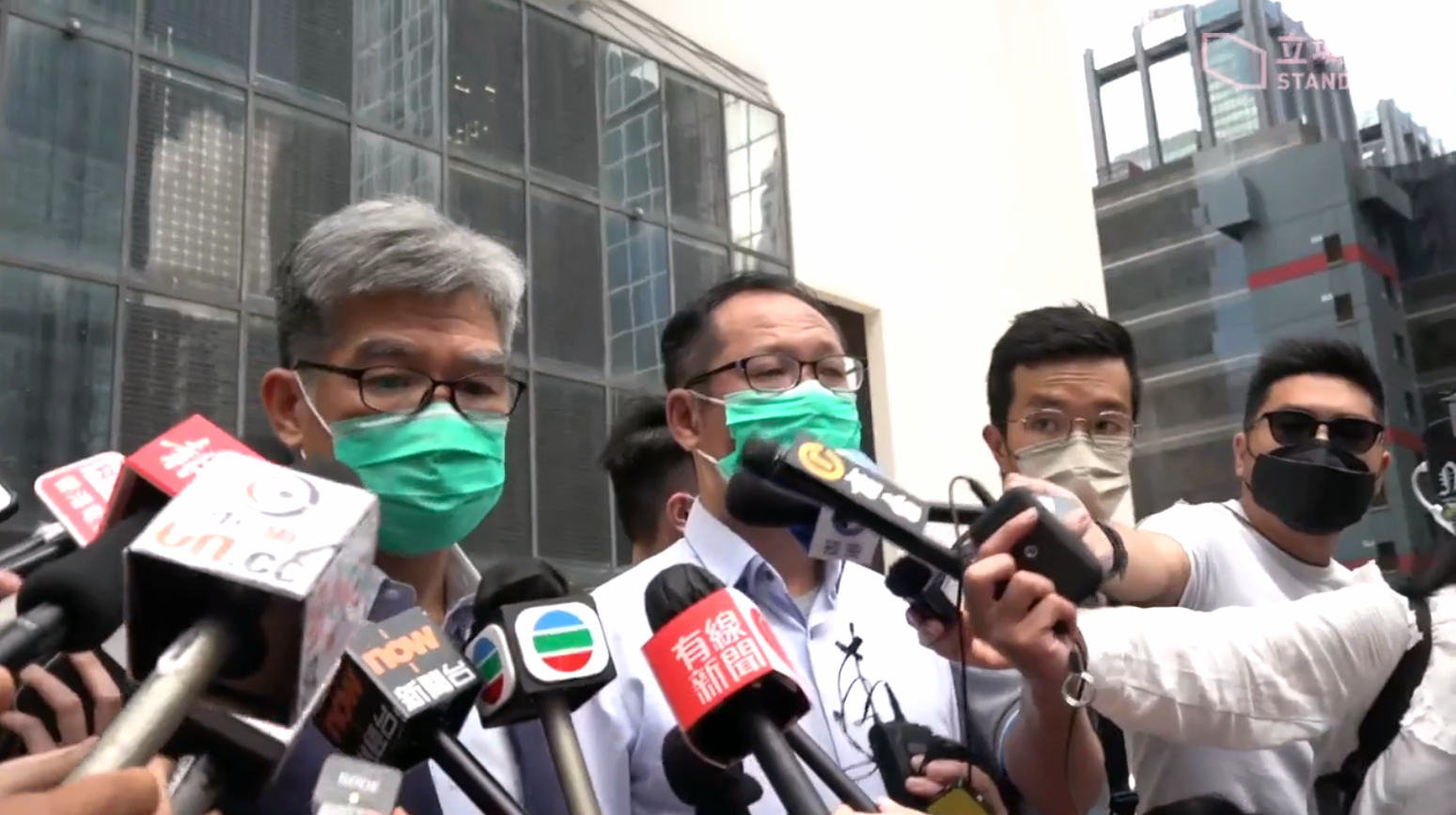
單仲偕和蔡耀昌判緩刑後步出法庭

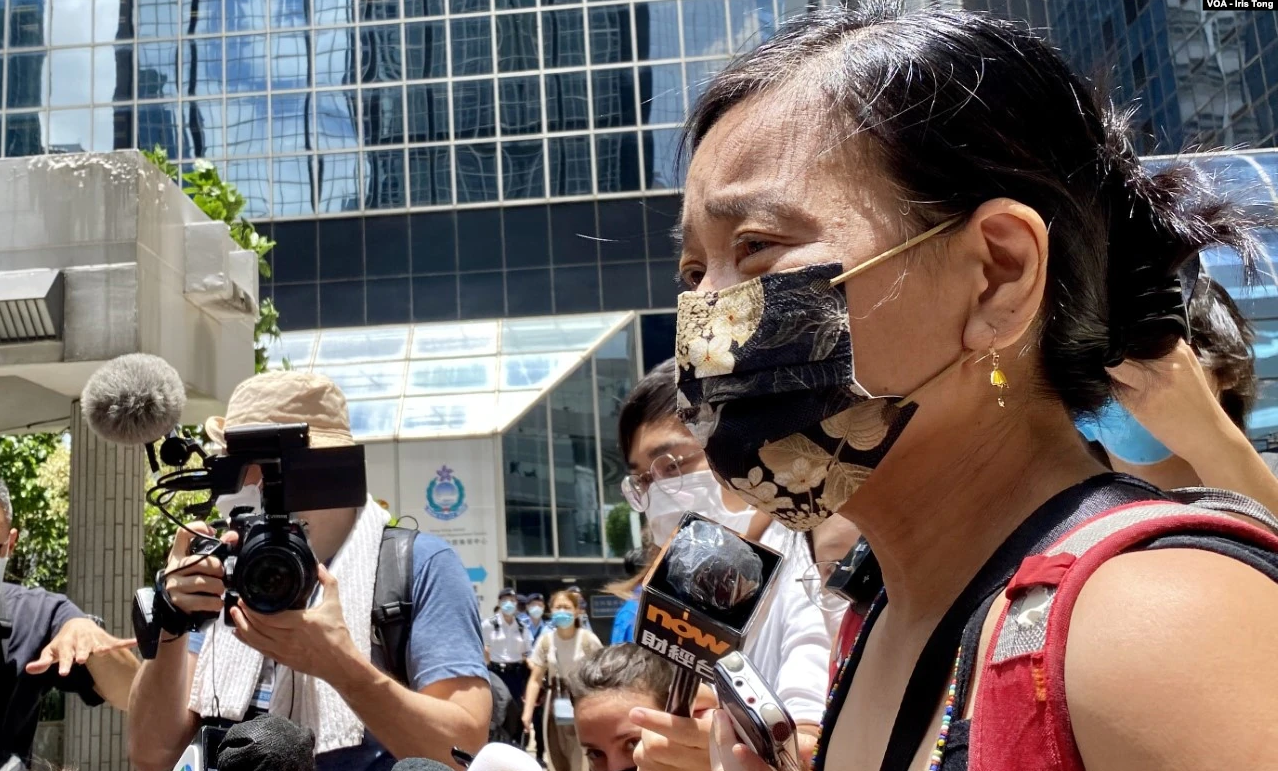
梁國雄妻子陳寶瑩批評判刑過重，是恐嚇港人和平集會遊行權利，造成寒蟬效應

2019年10月1日「沒有國慶 只有國殤」遊行案，區域法院法官胡雅文於早上11時宣判，她指出眾被告雖然主張「和理非」遊行，不過認為當時是暴力叢生的時期，形容他們是「天真和不切實際」，指，監禁是唯一適合的判刑選擇。此案與早前判刑的8.18及8.31集會案並不能比較，因為10月1日的香港環境更為暴力。考慮到陳皓桓、李卓人、梁國雄及何俊仁涉及煽惑他人參與遊行，罪責較其他被告重，故採取更高的量刑起點。
- 黎智英、楊森、何秀蘭、單仲偕承認1項組織未經批准集結罪；黎智英判囚14個月，連同他另外2宗非法遊行的刑期，合共囚20個月；楊森判囚14個月；何秀蘭則判囚14個月，其中何秀蘭早前另一宗非法遊行案判囚8個月，同期執行，即2案共囚14個月；單仲偕被判囚14個月，緩刑24個月；

- 李卓人承認1項組織未經批准集結罪及1項煽惑他人參與未經批准集結罪，判囚18個月，因與其他非法遊行案刑期同期執行，共囚20個月；
- 何俊仁承認1項組織未經批准集結罪及1項煽惑他人參與未經批准集結罪，判囚18個月；
- 梁國雄承認1項組織未經批准集結罪及1項煽惑他人參與未經批准集結罪，判囚18個月，因與其他非法遊行案刑期同期執行，共囚22個月；
- 陳皓桓承認1項組織未經批准集結罪及1項煽惑他人參與未經批准集結罪，判囚18個月；
- 吳文遠承認1項組織未經批准集結罪及1項參與未經批准集結罪，判囚14個月，另執行14日緩刑令，共囚14個月14日；
- 蔡耀昌承認1項組織未經批准集結罪及1項參與未經批准集結罪，判囚14個月，緩刑24個月。

獲准緩刑的單仲偕在法院外指今次判刑「喺香港史上係史無前例」，形容心情沉重，他們的法律團隊正積極地考慮就減刑提出上訴。梁國雄太太陳寶瑩亦認為判刑非常重，指出過去大多只會判處罰款，而現時參與警方不批准的遊行集會，要面對以年計的監禁，擔心對日後的集會造成「寒蟬效應」。另外，陳皓桓透過社交媒體表示不會解散民陣。港大法律學院公法講座教授陳文敏認為參與者無辦法有能力控制他人在集會中的行為，擔憂扼殺和平集會的權利，日後和平集會都會出現重判。

### 14歲女生非法集結罪判決
1名14歲女生於2019年9月24日至25日，在旺角彌敦道太子道西及水渠道的公眾地方，與其他不知名人士參與非法集結。被控非法集結罪。經審訊後被裁定罪名成立， 在西九龍裁判法院獲裁判官陳慧敏判感化24個月。陳慧敏強調本案被告情況特殊，今次判感化非因為被告年輕，而是考慮到案發前2個月被告父親過身，被告因而患上抑鬱症。裁判官明白有精神問題的青少年，若被判拘留式刑罰可能會加劇病情，因此依從建議判處感化令。

### 「屯門公園再光復」遊行 21歲學生罪成 判囚4年3個月
1名21歲男學生於2019年9月21日「屯門公園再光復」遊行中，在屯門時代廣場外連同其他身份不詳者參與暴動，以及同日同地管有一支行山杖。被控暴動及在公眾地方管有攻擊性武器兩罪。男生否認控罪，經審訊後被裁定全部罪成。在西九龍裁判法院由區域法院暫委法官王詩麗判即時入獄4年3個月。王詩麗再次強調案發時現場約有200多名示威者，交通被癱瘓，又有人向警方投擲磚頭及汽油彈，可見示威規模龐大。被告站在示威者最前線，手持盾及行山仗與警方對峙，行山杖的末端為金屬尖頭，並無套上膠塞，有一定殺傷力。法官認為被告「一手持盾、一手持杖，儼如進入戒備狀態，隨時作戰」，被告站在前線，角色積極，破壞社會安寧，罔顧法紀，必須判處阻嚇性刑罰。即時監禁是唯一選項。

### 20歲男生用膨脹膠破壞灣仔港鐵站閘門罪成
1名20歲男生於2019年9月15日，在駱克道港鐵灣仔站A1出口的鐵閘噴上膨脹劑，被控刑事毀壞罪，經審訊後被裁定罪名成立，東區裁判法院裁判官劉綺雲認為案發時該出入口已經關閉，但站內仍有職員及市民，涉案鐵閘被噴上膨脹劑，令職員開閘有困難，影響市民出入。而被告與另一人有計劃點火，若該處真的着火，會阻礙市民及港鐵職員逃生，甚至波及附近人士的財產及人身安全。考慮到沒有造成重大影響，認為短期監禁並不適用於本案，最終依從報告建議判被告入更生中心。

## 31日

### 初選47人案 案件轉介高院

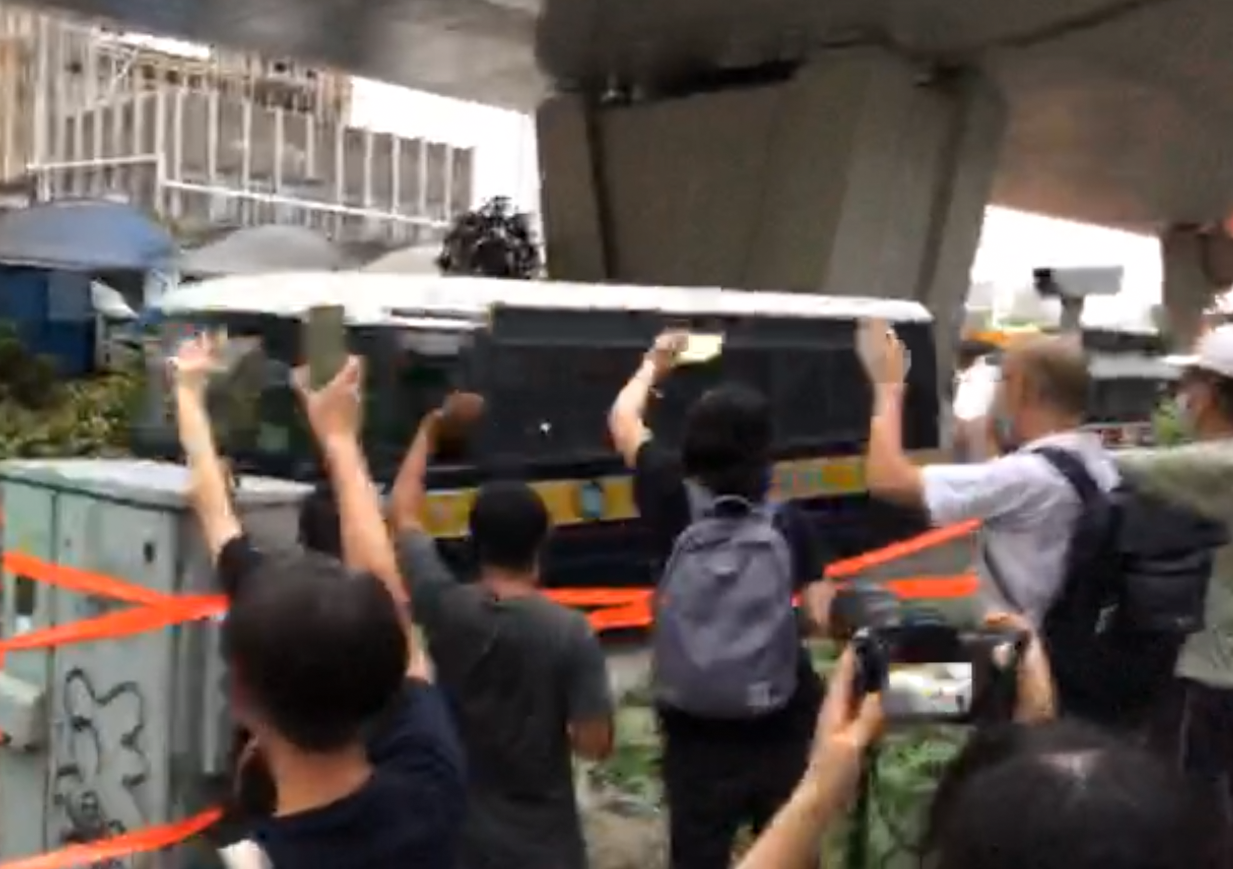
傍晚，多名被告遭押返懲教所，市民在西九龍裁判法院外送車

47人涉組織及參與民主派初選，被控「串謀顛覆國家政權」罪，只有11人獲准保釋，其餘36名被告已經還柙近三個月，於西九龍裁判法院再提堂。國安法指定法官、總裁判官蘇惠德應控方要求，將案件轉介至高等法院，押後至7月8日再訊。法院門外在早上8時許已經有十數名市民排隊等候旁聽，現場和週邊有大批機動部隊和便衣警員駐守。

### 被捕民主派初選人士發表歌曲
前觀塘區議員李嘉達因參與民主派初選，被控「串謀顛覆國家政權罪」罪。由他擔任主音的樂隊「Forward」於YouTube發表歌曲《出走半生》，寄望香港人、李嘉達，以及其他因爭取自由而被監禁的人士打氣。樂隊成員在觀塘、金鐘和赤柱監獄旁的山坡拍攝。而劉頴匡其女友發佈在荔枝角收押所改編的作品 《由零起步》，改篇自《明年今日》。影片中阮民安、鄭敬基、雷有曜、劉家衡、陳運通、石威廉同熊仔餅等人均有合唱。